# 218-й штурмовой авиационный полк
218-й штурмовой авиационный Слуцкий Краснознамённый полк, он же до августа 1941 года 218-й скоростной бомбардировочный авиационный полк — воинская часть вооружённых СССР в Великой Отечественной войне.

## Наименование полка
В различные годы своего существования полк имел наименования:
- 218-й скоростной бомбардировочный авиационный полк;
- 218-й штурмовой авиационный полк[1][2];
- 218-й штурмовой авиационный Слуцкий полк[1][2];
- 218-й штурмовой авиационный Слуцкий Краснознамённый полк[1][2];
- 173-й гвардейский штурмовой авиационный Слуцкий Краснознамённый полк[1];
- 173-й гвардейский штурмовой авиационный Слуцкий Краснознамённый ордена Кутузова полк[1];
- 664-й гвардейский штурмовой авиационный Слуцкий Краснознамённый ордена Кутузова полк (20.02.1949 г.)[1];
- 664-й гвардейский истребительный авиационный Слуцкий Краснознамённый ордена Кутузова полк ПВО (08.1956 г.)[1].

## История и боевой путь полка
Формировался перед началом войны.
На 22 июня 1941 года по одним данным базируется в Витебске, входя в состав 12-й бомбардировочной дивизии имея на вооружении 14 самолётов СБ, что не подтверждается по изданию «Советская авиация в Великой Отечественной войне 1941—1945 гг. в цифрах», по другим данным в Новозыбкове, входя в состав 47-й смешанной дивизии. Данных об участии полка в боевых действиях в первые дни войны не имеется; в зоне боевых действий полк находился по Перечню № 12 с 22 июня 1941 года.
В составе действующей армии как 218-й скоростной бомбардировочный авиационный полк с 22 июня 1941 по 2 июля 1941, как 218-й штурмовой авиационный полк с 31 августа 1941 по 14 октября 1941, с 15 ноября 1941 по 18 февраля 1942, с 11 июня 1942 по 21 октября 1942 и с 18 января 1943 по 19 августа 1944 года.
Так или иначе, со 2 июля 1941 года полк находится на переформировании и переобучении в штурмовой, получая самолёты Ил-2. Утром 30 августа 1941 года поступил на передовую, имея 20 Ил-2 и с 31 августа 1941 года приступил к боевым действиям. Действует по колоннам 2-й танковой группы, которая развернула наступление на юг, в районах Алексеевка, Почеп, Стародуб, Новгород-Северский, Клинцы, Новозыбков, Хутор-Михайловский, Пеклино. На 25 сентября 1941 года базируется на аэродроме Жиздра, имея в наличии 1 исправный и 7 неисправных Ил-2 при двух пилотах. С началом Операции «Тайфун» продолжает действовать на Брянском фронте, в середине октября 1941 года отведён на переформирование. Вновь поступил в войска в середине ноября 1941 года, поддерживает с воздуха советские войска в ходе Тихвинской наступательной операции, затем действует до середины февраля 1942 года по Волхову. 18 февраля 1942 отведён на переформирование. Вновь поступил в войска 11 июня 1942 года, действует в районе Воронежа, затем на Дону. На 27 июня 1942 года насчитывал 20 самолётов, из них 14 неисправных, на 28 июня 19 к 12, на 29 июня 17 к 9 и на 1 июля 15 и 2 неисправных самолёта.
В октябре 1942 года полк отведён на пополнение в район Камышина.
В январе 1943 года прибыл на фронт и сразу приступил к боевой работе по штурмовке аэродромов и скоплениям войск противника в районах Касторное. 11 февраля 1943 года, имея 14 самолётов, перелетел на аэродроме Выползово близ посёлка Чернь, откуда наносит удары в районе Мценска, Городни. Затем перелетел на аэродром Телегино Орловской области, действует в районах Фатеж, Щигры, Курск, 6 и 7 мая 1943 года, участвуя в операции по уничтожению самолётов на аэродромах орловского авиаузла, наносит штурмовые удары по аэродрому Большая Куликовка в Орловской области
В июле-августе 1943 года принимает участие в Курской битве, действует в частности, в районе Понырей, Малоархангельска, Кромы а затем принимает участие в Орловской стратегической наступательной операции
С 26 августа по 30 сентября 1943 года участвовал в освобождении левобережной Украины в ходе Черниговско-Припятской операции, оказывает поддержку войскам 7-го механизированного корпуса, принимает участие в освобождении городов Рыльск, Глухов, Лоев Нежин, Конотоп, Бахмач поддерживает наземные части при форсировании Припяти, Сожа и Днепра и в боях на плацдармах.
С 10 по 30 ноября 1943 года участвовал в Гомельско-Речицкой наступательной операции, освобождении Гомеля и восточных районов Белоруссии. Зимой 1944 года поддерживает наземные войска в ходе Рогачёвско-Жлобинской операции, штурмует позиции противника, коммуникации, так 22 февраля 1944 года штурмует железнодорожную станцию Тошица
Летом 1944 года ведёт боевые действия в Белорусской стратегической наступательной операции, участвует в окружении и разгроме крупной группировки противника в районе Бобруйска, отличился при освобождении Слуцка, наносит удары по минской группировке противника. В июле 1944 года перебазировался в район города Ковель и в июле-августе 1944 года принимает участие в Люблин-Брестской операции, наносит удары в районе Бреста.
За боевые отличия Приказом НКО СССР № 0270 от 19 августа 1944 года преобразован в 173-й гвардейский штурмовой авиационный полк.

## Подчинение
| Дата            | Фронт (округ)             | Армия                | Корпус                             | Дивизия                             | Примечания               |
| --------------- | ------------------------- | -------------------- | ---------------------------------- | ----------------------------------- | ------------------------ |
| 22.06.1941 года | -                         | -                    | -                                  | -                                   | точных данных не имеется |
| 01.07.1941 года | -                         | -                    | -                                  | -                                   | точных данных не имеется |
| 10.07.1941 года | -                         | -                    | -                                  | -                                   | точных данных не имеется |
| 01.08.1941 года | -                         | -                    | -                                  | -                                   | точных данных не имеется |
| 01.09.1941 года | Брянский фронт            | -                    | 60-я смешанная авиационная дивизия | -                                   | -                        |
| 01.10.1941 года | Брянский фронт            | -                    | 60-я смешанная авиационная дивизия | -                                   | -                        |
| 01.11.1941 года | -                         | -                    | -                                  | -                                   | на переформировании      |
| 01.12.1941 года | -                         | 4-я отдельная армия  | 3-я резервная авиационная группа   | -                                   | -                        |
| 01.01.1942 года | Волховский фронт          | 4-я отдельная армия  | 3-я резервная авиационная группа   | -                                   | -                        |
| 01.02.1942 года | Волховский фронт          | 4-я отдельная армия  | 3-я резервная авиационная группа   | -                                   | -                        |
| 01.03.1942 года | Резерв Ставки ВГК         | -                    | -                                  | -                                   | -                        |
| 01.04.1942 года | Приволжский военный округ | -                    | -                                  | -                                   | -                        |
| 01.05.1942 года | Приволжский военный округ | -                    | -                                  | -                                   | -                        |
| 01.06.1942 года | Приволжский военный округ | -                    | -                                  | -                                   | -                        |
| 01.07.1942 года | Брянский фронт            | 2-я воздушная армия  | -                                  | 267-я штурмовая авиационная дивизия | -                        |
| 01.08.1942 года | Воронежский фронт         | 2-я воздушная армия  | -                                  | 267-я штурмовая авиационная дивизия | -                        |
| 01.09.1942 года | Воронежский фронт         | 2-я воздушная армия  | -                                  | 267-я штурмовая авиационная дивизия | -                        |
| 01.10.1942 года | Воронежский фронт         | 2-я воздушная армия  | -                                  | 267-я штурмовая авиационная дивизия | -                        |
| 01.11.1942 года | -                         | -                    | -                                  | -                                   | на переформировании      |
| 01.12.1942 года | -                         | -                    | -                                  | -                                   | на переформировании      |
| 01.01.1943 года | Брянский фронт            | 15-я воздушная армия | -                                  | -                                   | точных данных нет        |
| 01.02.1943 года | Брянский фронт            | 15-я воздушная армия | -                                  | -                                   | точных данных нет        |
| 01.03.1943 года | Брянский фронт            | 15-я воздушная армия | -                                  | 299-я штурмовая авиационная дивизия | -                        |
| 01.04.1943 года | Центральный фронт         | 16-я воздушная армия | -                                  | 299-я штурмовая авиационная дивизия | -                        |
| 01.05.1943 года | Центральный фронт         | 16-я воздушная армия | -                                  | 299-я штурмовая авиационная дивизия | -                        |
| 01.06.1943 года | Центральный фронт         | 16-я воздушная армия | -                                  | 299-я штурмовая авиационная дивизия | -                        |
| 01.07.1943 года | Центральный фронт         | 16-я воздушная армия | -                                  | 299-я штурмовая авиационная дивизия | -                        |
| 01.08.1943 года | Центральный фронт         | 16-я воздушная армия | -                                  | 299-я штурмовая авиационная дивизия | -                        |
| 01.09.1943 года | Центральный фронт         | 16-я воздушная армия | -                                  | 299-я штурмовая авиационная дивизия | -                        |
| 01.10.1943 года | Центральный фронт         | 16-я воздушная армия | -                                  | 299-я штурмовая авиационная дивизия | -                        |
| 01.11.1943 года | Белорусский фронт         | 16-я воздушная армия | -                                  | 299-я штурмовая авиационная дивизия | -                        |
| 01.12.1943 года | Белорусский фронт         | 16-я воздушная армия | -                                  | 299-я штурмовая авиационная дивизия | -                        |
| 01.01.1944 года | Белорусский фронт         | 16-я воздушная армия | -                                  | 299-я штурмовая авиационная дивизия | -                        |
| 01.02.1944 года | Белорусский фронт         | 16-я воздушная армия | -                                  | 299-я штурмовая авиационная дивизия | -                        |
| 01.03.1944 года | 1-й Белорусский фронт     | 16-я воздушная армия | -                                  | 299-я штурмовая авиационная дивизия | -                        |
| 01.04.1944 года | 1-й Белорусский фронт     | 16-я воздушная армия | -                                  | 299-я штурмовая авиационная дивизия | -                        |
| 01.05.1944 года | 1-й Белорусский фронт     | 16-я воздушная армия | -                                  | 299-я штурмовая авиационная дивизия | -                        |
| 01.06.1944 года | 1-й Белорусский фронт     | 16-я воздушная армия | -                                  | 299-я штурмовая авиационная дивизия | -                        |
| 01.07.1944 года | 1-й Белорусский фронт     | 6-я воздушная армия  | -                                  | 299-я штурмовая авиационная дивизия | -                        |
| 01.08.1944 года | 1-й Белорусский фронт     | 6-я воздушная армия  | -                                  | 299-я штурмовая авиационная дивизия | -                        |

## Участие в операциях и битвах
- Орловско-Брянская операция — с 30 сентября по 23 октября 1941 года.
- Тульская оборонительная операция — с 24 октября по 1 ноября 1941 года.
- Тихвинская стратегическая наступательная операция — с 1 по 30 декабря 1941 года.
- Воронежско-Ворошиловградская операция (1942) — с 10 июня по 24 июля 1942 года.
- Курская битва:
  - Орловская стратегическая наступательная операция «Кутузов» — с 12 июля по 18 августа 1943 года.
- Брянская наступательная операция — с 18 августа по 2 сентября 1943 года.
- Битва за Днепр:
  - Черниговско-Припятская операция — с 3 сентября по 2 октября 1943 года.
- Гомельско-Речицкая наступательная операция — с 10 по 30 ноября 1943 года.
- Освобождение Правобережной Украины — с 24 декабря 1943 года по 17 апреля 1944 года.
- Калинковичско-Мозырская операция — с января по февраль 1944 года.
- Рогачевско-Жлобинская операция — с 21 по 26 февраля 1944 года.
- Белорусская операция «Багратион»:
  - Бобруйская операция — с 24 по 29 июня 1944 года.
  - Минская операция — с 29 июня по 4 июля 1944 года.
  - Барановичская операция — с 5 по 16 июля 1944 года.
  - Люблин-Брестская операция — с 18 июля по 2 августа 1944 года.

## Командиры
- Сапогов Мефодий Илларионович, майор 218 ШАП с 13.8.1941 г. по 04.1943 г. C 23 апреля 1943 г. командир 810 ШАП[10]
- Храмченко Василий Павлович, майор
- Лысенко, Николай Калистратович, майор, подполковник

## Награды и наименования
| Награда, наименование           | Дата       | За что получена |
| ------------------------------- | ---------- | --- |
| Почётное наименование «Слуцкий» | 05.07.1944 | За успешные боевые действия в операциях по освобождению Белоруссии |
| Орден Красного Знамени          | 12.08.1944 | За образцовое выполнение заданий командования в боях с немецкими захватчиками, за овладение городами Седлец, Минск-Мазовецкий и Луков и проявленные при этом доблесть и мужество |

## Отличившиеся воины полка
| Награда | Ф.И.О                          | Должность                          | Звание            | Дата награждения | Примечания |
| ------- | ------------------------------ | ---------------------------------- | ----------------- | ---------------- | ---------- |
|         | Балакирев, Николай Михайлович  | командир эскадрильи                | старший лейтенант | 01.07.1944       |            |
|         | Гаврилов, Виктор Савельевич    | заместитель командира полка по ВВС | лейтенант         | 23.02.1945       |            |
|         | Губин, Евгений Иванович        | старший лётчик                     | лейтенант         | 01.07.1944       |            |
|         | Кучинский, Михаил Иванович     | заместитель командира эскадрильи   | капитан           | 23.02.1945       |            |
|         | Лысенко, Николай Калистратович | командир полка                     | подполковник      | 26.10.1944       |            |
|         | Писаревский, Николай Фёдорович | командир звена                     | старший лейтенант | 23.02.1945       |            |
|         | Румянцев, Михаил Ильич         | заместитель командира эскадрильи   | старший лейтенант | 01.07.1944       |            |
|         | Шарков, Валентин Иванович      | заместитель командира эскадрильи   | старший лейтенант | 23.02.1945       |            |

## Благодарности Верховного Главнокомандующего
Верховным Главнокомандующим в составе дивизии объявлены благодарности:
- За отличие в боях при овладении крупным железнодорожным узлом и городом Нежин — важнейшим опорным пунктом обороны немцев на путях к Киеву[12].
- За отличие в боях при овладении областным и крупным промышленным центром Белоруссии городом Гомель — важным узлом железных дорог и мощным опорным пунктом обороны немцев на полесском направлении[13].
- За прорыв обороны немцев на бобруйском направлении, юго-западнее города Жлобин и севернее города Рогачев[14].
- За отличие в боях при овладении городом и крупной железнодорожной станцией Бобруйск — важным узлом коммуникаций и мощным опорным пунктом обороны немцев, прикрывающим направления на Минск и Барановичи[15].
- За отличия в боях при прорыве сильно укрепленной обороны противника и продвижении вперед, занятии более 400 населенных пунктов, в том числе крупных населенных пунктов Ратно, Малорыта, Любомль, Опалин и при выходе к реке Западный Буг[16].
- За отличие в боях при овладении городами Седлец, Миньск-Мазовецки и Луков — мощными опорными пунктами обороны немцев на подступах к Варшаве[17].